# 1969 en Nouvelle-Écosse
Chronologie de la Nouvelle-Écosse
- 1965
- 1966
- 1967
- 1968
- 1969
- 1970
- 1971
- 1972
- 1973

Cette page concerne des événements survenus en 1969 dans la province canadienne de Nouvelle-Écosse.

## Politique
- Premier ministre : George Isaac Smith
- Chef de l'Opposition :
- Lieutenant-gouverneur : Victor deBedia Oland
- Législature :

## Naissances
- 31 octobre : Chris A. d'Entremont, homme politique canadien, représentant de la circonscription (disparue) d’Argyle-Barrington (en) à l'Assemblée législative de la Nouvelle-Écosse pour l'Association progressiste-conservateur.

- 19 décembre : John Van Kessel (né à Bridgewater), joueur professionnel de hockey sur glace canadien.